# Крутков Шаміль Шарафаддін огли
Шаміль Крутков (22 жовтня 1997, Львів) — військовослужбовець, підполковник ЗСУ, командир 93 ОМБр. Лицар ордену Богдана Хмельницького ІІІ ступеня 

## Життєпис
Народився у Львові в азербайджанській родині.
Після закінчення Ліцею імені Героїв Крут, здобув освіту в Національній академії сухопутних військ.
У 2021 році був нагороджений президентом «За військову службу Україні».
В 2022 році був нагороджений орденом Богдана Хмельницького ІІІ ступеня.
В листопаді 2024 призначений командиром 93-ї окремої механізованої бригади «Холодний Яр», про це повідомила прес-служба підрозділу 3 грудня.
Попередній комбриг 93 ОМБр полковник Павло Паліса був призначений заступником очільника Офісу президента Андрія Єрмака.
Прапор бригади полковник Павло Паліса передав підполковнику Шамілю Круткову, з яким як заступник командира бригади пліч-о-пліч пройшов славетний бойовий шлях. Крутков зазначив, що для нього є честю очолити цю бригаду ЗСУ.